# Éltranzitív gráf
Ez a szócikk az éltranzitivitás gráfelméleti vonatkozásáról szól. A geometriai éltranzitivitáshoz lásd a sokszög szócikket.
A matematika, azon belül a gráfelmélet területén egy G gráf éltranzitív, ha bármely két e1 és e2 élére létezik G-nek olyan automorfizmusa, amely e1-et e2-be viszi át.
Más szavakkal egy gráf akkor éltranzitív, ha automorfizmus-csoportja tranzitívan hat az éleire nézve.

## Példák és tulajdonságok

A Gray-gráf éltranzitív és reguláris, de nem csúcstranzitív.

Az éltranzitív gráfok közé tartozik az összes {\displaystyle K_{m,n}} teljes páros gráf, az összes szimmetrikus gráf, pl. a kocka csúcsai és élei is éltranzitív gráfot alkotnak. A szimmetrikus gráfok csúcstranzitívek is (már ha összefüggőek), de általában véve az éltranzitív gráfok nem szükségképpen csúcstranzitívak. A Gray-gráf példa olyan gráfra, ami éltranzitív, de nem csúcstranzitív. Az összes ilyen gráf páros, ezért két színnel színezhető.
Az olyan éltranzitív gráfokat, amik regulárisak de nem csúcstranzitívak, félszimmetrikus gráfoknak nevezik. A Gray-gráf erre is példát szolgáltat.
Minden éltranzitív gráf, ami nem csúcstranzitív, szükségképpen páros gráf és vagy félszimmetrikus vagy bireguláris.